# Satoshi Iida
Satoshi Iida (飯田 覚士, Iida Satoshi) est un boxeur japonais né le 11 août 1969 à Nagoya.

## Carrière
Passé professionnel en 1991, il devient champion du monde des poids super-mouches WBA le 23 décembre 1997 après sa victoire aux points contre Yokthai Sithoar lors de leur second combat (le premier s'étant soldé par un match nul). Iida bat ensuite Hiroki Ioka et Julio Gamboa puis perd à son tour aux points contre Jesús Rojas le 9 octobre 2000. Il met un terme à sa carrière après ce combat sur un bilan de 25 victoires, 2 défaites et un match nul.